# Nebovidy (district de Brno-Campagne)
Pour les articles homonymes, voir Nebovidy.
Nebovidy (en allemand : Nebowid) est une commune du district de Brno-Campagne, dans la région de Moravie-du-Sud, en République tchèque. Sa population s'élevait à 817 habitants en 2020.

## Géographie
Nebovidy se trouve à 8 km au sud-ouest de Brno et à 185 km à l'est-sud-est de Prague.
La commune est limitée par Ostopovice au nord, par Moravany à l'est et au sud-est, par Ořechov au sud-ouest, et par Střelice à l'ouest.

## Histoire
La première mention écrite de la localité date de 1104.